# Ligne 5 du métro de Nankin
 (décembre 2021).
Si vous disposez d'ouvrages ou d'articles de référence ou si vous connaissez des sites web de qualité traitant du thème abordé ici, merci de compléter l'article en donnant les références utiles à sa vérifiabilité et en les liant à la section « Notes et références ».
La ligne 5 du métro de Nankin (chinois traditionnel : 南京地鐵五號線 ; chinois simplifié : 南京地铁五号线)  est une ligne du métro de Nankin ouverte le 31 mars 2024. C'est une ligne sud-nord qui à terme doit relier le district de Gulou avec le district de Jiangning au sud. De Fangjiaying à Boulevard Jiyin, la ligne comportera à terme 30 stations et 37,5 km en longueur.

## Histoire
| Section     | Section         | Date d'ouverture | Longueur km | Stations |
| ----------- | --------------- | ---------------- | ----------- | -------- |
| Fangjiaying | Boulevard Jiyin |                  | 37.5        | 30       |

## Caractéristiques

### Liste des stations
| Services                     | Nom de station         | Nom de station | Nom de station                       | Connexions | Positionne à |
| Services                     | Français               | Chinois        | Anglais                              | Connexions | Positionne à |
| ---------------------------- | ---------------------- | -------------- | ------------------------------------ | ---------- | ------------ |
| Voie mère (en construction)  |                        |                |                                      |            |              |
| 5-1                          | Fangjiaying            | 方家營         | Fangjiaying                          |            |              |
| 5-2                          | Gare de Nankin-Ouest   | 南京西站       | Nanjing West Railway Station         |            |              |
| 5-3                          | Temple Jinghai         | 靜海寺         | Jinghaisi (Jinghai Temple)           |            |              |
| 5-4                          | Xiaguan                | 下關           | Xiaguan                              | Ligne9     |              |
| 5-5                          | Pont Yancang           | 鹽倉橋         | Yancangqiao (Yancang Bridge)         |            |              |
| 5-6                          | Rue Fujian             | 福建路         | Fujianlu (Fujian Road)               | Ligne7     |              |
| 5-7                          | Hongqiao               | 虹橋           | Hongqiao                             |            |              |
| 5-8                          | Place Qingchun         | 青春廣場       | Qingchunguangchang (Qingchun Square) |            |              |
| 5-9                          | Rue Yunnan             | 雲南路         | Yunnanlu (Yunnan Road)               | Ligne4     |              |
| 5-10                         | Montagne Wutai         | 五臺山         | Wutaishan (Wutai Mountain)           | Ligne13    |              |
| 5-11                         | Rue Shanghai           | 上海路         | Shanghailu (Shanghai Road)           | Ligne2     |              |
| 5-12                         | Palais Chaotian        | 朝天宮         | Chaotiangong (Chaotian Palace)       |            |              |
| 5-13                         | Rue Sanshan            | 三山街         | Sanshanjie (Sanshan Street)          | Ligne1     |              |
| 5-14                         | Temple Confucéen       | 夫子廟         | Fuzimiao (Confucius' Temple)         | Ligne3     |              |
| 5-15                         | Tongjimen              | 通濟門         | Tongjimen                            |            |              |
| 5-16                         | Guanghuamen            | 光華門         | Guanghuamen                          | Ligne6     |              |
| 5-17                         | Shimenkan              | 石門坎         | Shimenkan                            | Ligne8     |              |
| 5-18                         | Qiqiaoweng             | 七橋甕         | Qiqiaoweng                           |            |              |
| 5-19                         | Shenjiying             | 神機營         | Shenjiying                           |            |              |
| 5-20                         | Dajiaochang            | 大校場         | Dajiaochang                          | Ligne10    |              |
| 5-21                         | Dongshanxiangzhangyuan | 東山香樟園     | Dongshanxiangzhangyuan               |            |              |
| 5-22                         | Rue Wenjing            | 文靖路         | Wenjinglu (Wenjing Road)             |            |              |
| 5-23                         | Dongshan               | 東山           | Dongshan                             |            |              |
| 5-24                         | Rue Xinting            | 新亭路         | Xintinglu (Xingting Road)            | Ligne12    |              |
| 5-25                         | Rue Zhushan            | 竹山路         | Zhushanlu (Zhushan Road)             | Ligne1     |              |
| 5-26                         | Rue Kening             | 科寧路         | Keninglu (Kening Road)               |            |              |
| 5-27                         | Qianzhuang             | 前莊           | Qianzhuang                           |            |              |
| 5-28                         | Boulevard Chengxin     | 誠信大道       | Chengxindadao (Chengxin Avenue)      | Ligne3     |              |
| 5-29                         | Lac Jiulong Sud        | 九龍湖南       | Jiulonghunan (Jiulong Lake South)    |            |              |
| 5-30                         | Boulevard Jiyin        | 吉印大道       | Jiyindadao (Jiyin Avenue)            | LigneS1    |              |
| Prolongement Sud (en projet) |                        |                |                                      |            |              |
| 5-...                        |                        |                |                                      |            |              |